# NGC 2414
NGC 2414 је расејано звездано јато у сазвежђу Крма које се налази на NGC листи објеката дубоког неба.
Деклинација објекта је - 15° 27' 14" а ректасцензија 7h 33m 12,8s. Привидна величина (магнитуда) објекта NGC 2414 износи 7,9. NGC 2414 је још познат и под ознакама OCL 598.